# Tåsta
Tåsta este o arie protejată (arie specială de conservare — SAC, sit de importanță comunitară — SCI) din Suedia întinsă pe o suprafață de 10,2 ha, integral pe uscat.

## Localizare
Centrul sitului Tåsta este situat la coordonatele 59°20′43″N 15°25′31″E / 59.3454°N 15.4252°E.

## Înființare
Situl Tåsta a fost declarat sit de importanță comunitară în mai 2001 pentru a proteja 1 specie de plante și 1 specie de animale. Situl a fost protejat și ca arie specială de conservare în martie 2011.

## Biodiversitate
Situată în ecoregiunea boreală, aria protejată nu include niciun habitat protejat.
La baza desemnării sitului se află mai multe specii protejate:
- plante (1): Saxifraga osloensis
- amfibieni (1): triton cu creastă (Triturus cristatus)